# Typhlochactas rhodesi
Espèce
Typhlochactas rhodesi est une espèce de scorpions de la famille des Typhlochactidae.

## Distribution
Cette espèce est endémique du Tamaulipas au Mexique. Elle se rencontre à Gómez Farías dans la grotte Cueva de la Mina. 

## Description
La femelle décrit par Vignoli et Prendini en 2009  mesure 22,4 mm. Ce scorpion est anophtalme.

## Étymologie
Cette espèce est nommée en l'honneur de William L. Rhodes.

## Publication originale
- Mitchell, 1968 : « Typhlochactas, a new genus of eyeless cave scorpion from Mexico (Scorpionida, Chactidae). » Annales de Spéléologie, vol. 23, p. 753-777.